# Jan Michaelis (Autor)
Jan Albert Michaelis (* 1968 in Heilbronn) ist ein deutscher Autor.
Von 1990 bis 1992 machte Michaelis eine Buchhändlerlehre in Heilbronn. In dieser Zeit gab er auch erste Lesungen, bekam Leseförderungen und hatte Briefwechsel mit Holger Benkel und Oskar Pastior. Im Anschluss war er mehrere Male Buchhändler und hatte mehrere Auftritte im Düsseldorfer Kom(m)ödchen. Seit 1997 ist er als freier Journalist tätig und schreibt für Zeitungen Theaterkritiken und Kurzgeschichten.
Jan Michaelis lebt in Düsseldorf.

## Veröffentlichungen  (Auswahl)
- 2006: Poesie im Kopf. Gedichte
- 2007: Altweibermorde. Kurzgeschichten
- 2007: Das Meer am Tor. Kurzgeschichten
- 2008: Ernest Flatter – Ein Vampir in Prag. Kinderbuch
- 2009: Palazzo der Beredsamkeit. Kurzgeschichten
- 2009: Frag nie zuviel – Ein St. Petersburg Krimi. Kriminalroman
- 2010: Derendorfer. Kurzgeschichten
- 2011: Ernest Flatter – Ein Vampir in St. Petersburg. Kinderbuch
- 2013: Mord in Heilbronn. Kriminalroman
- 2022: Der Killer von Kempen. Kriminalroman
- 2023: Mord in Mönchengladbach. Kriminalroman

## Preise / Stipendien
- 1999: Otto-Rombach-Stipendium der Stadt Heilbronn 1999.
- 2008: Literaturpreis der Fortbildungsakademie der Wirtschaft (FAW) gGmbH
- 2011: Literaturpreis Recovery Geschichte erster Platz der deutschsprachigen Beiträge
- 2011: Anerkennungspreis Literaturwettbewerb „Kleist und ich“ des Freien Deutschen Autorenverbandes